# Coll de l'Eixam
El Coll de l'Eixam és una collada situada a 964,2 m alt en el terme comunal de Sant Llorenç de Cerdans, a la comarca del Vallespir (Catalunya del Nord), però a prop del termenal amb Costoja. Està situat al sud del terme, al sud del Bosc de la Vila i al sud-oest del Coll del Toron, a llevant del Comall Fosc.